# 私は「うつ依存症」の女
『私は「うつ依存症」の女』（わたしは うついぞんしょう のおんな、原題：Prozac Nation ） は、2001年に製作された、アメリカ・ドイツ合作映画。エリザベス・ワーツェル(en:Elizabeth Wurtzel)の自伝小説の映画化作品。原題のプロザック（Prozac）とはイーライリリー・アンド・カンパニーの抗うつ薬（SSRI）の商品名である。なお主人公の症状は、厳密に言えば非定型うつ病である。

## キャスト
※括弧内は日本語吹替
- エリザベス・“リジー”・ワーツェル - クリスティーナ・リッチ（大坂史子）
- レーフ - ジェイソン・ビッグス（花輪英司）
- スターリング医師 - アン・ヘッシュ（田中敦子）
- サラ・ワーツェル - ジェシカ・ラング（宮寺智子）
- ルビー - ミシェル・ウィリアムズ
- ノア - ジョナサン・リース＝マイヤーズ（浜田賢二）
- サム - ジェシー・モス
- ドナルド - ニコラス・キャンベル
- ルー・リード